# Boliscus tuberculatus
Boliscus tuberculatus är en spindelart som först beskrevs av Simon 1886.  Boliscus tuberculatus ingår i släktet Boliscus och familjen krabbspindlar. Inga underarter finns listade.

## Bildgalleri

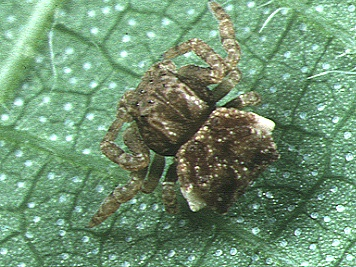
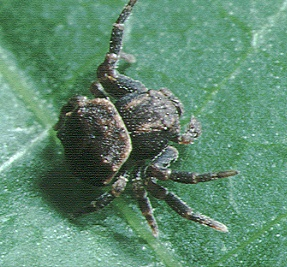